# Otolemur
Genre
Statut CITES
Otolemur est un genre de primates vivant en Afrique.
Ce sont des mammifères de petite taille. Leurs pattes postérieures sont plus longues que les pattes antérieures. Leurs oreilles sont larges et mobiles. Leur queue est très longue. Ils se déplacent rapidement de branche en branche.

## Liste des espèces et sous-espèces
Selon Mammal Species of the World (version 3, 2005)  (2 déc. 2012) :
- Otolemur crassicaudatus
  - sous-espèce Otolemur crassicaudatus crassicaudatus
  - sous-espèce Otolemur crassicaudatus kirkii
- Otolemur garnettii
  - sous-espèce Otolemur garnettii garnettii
  - sous-espèce Otolemur garnettii kikuyuensis
  - sous-espèce Otolemur garnettii lasiotis
  - sous-espèce Otolemur garnettii panganiensis
- Otolemur monteiri
  - sous-espèce Otolemur monteiri argentatus
  - sous-espèce Otolemur monteiri monteiri